# Nives Meroi
Nives Meroi (* 17. září 1961) je italská horolezkyně. Jejím manželem a spolulezcem je další italský horolezec Romano Benet se kterým do roku 2008 vystoupili na jedenáct osmitisícovek. Začali spolu lézt po svatbě v roce 1989. První osmitisícovku Nanga Parbat zdolali v roce 1998. O rok později vystoupili během deseti dnů na Šiša Pangmu a Čo Oju. Roku 2003 se stala první ženou, která dokázala během jednoho roku vystoupit na Gašerbrum I, Gašerbrum II a Broad Peak - jí a jejímu manželovi k tomu stačilo 20 dnů. O tři roky později se stala první italskou ženou, které se podařilo vystoupit na druhou nejvyšší horu světa K2 a následující rok vystoupila jako první italská žena na nejvyšší horu světa Mount Everest bez použití láhve s kyslíkem. Ona a Benet uskutečnili všechny výstupy alpským stylem, tedy bez použití umělého kyslíku a bez podpory šerpů.

## Úspěšné výstupy na osmitisícovky
- 1998 Nanga Parbat (8125 m)
- 1999 Šiša Pangma (8013 m)
- 1999 Čo Oju (8201 m)
- 2003 Gašerbrum II (8035 m)
- 2003 Gašerbrum I (8068 m)
- 2003 Broad Peak (8047 m)
- 2004 Lhoce (8516 m)
- 2006 Dhaulágirí (8167 m)
- 2006 K2 (8611 m) - první žena z Itálie
- 2007 Mount Everest (8849 m) - první žena z Itálie bez umělého kyslíku
- 2008 Manáslu (8163 m)
- 2014 Kančendženga (8586 m)
- 2016 Makalu (8485 m)
- 2017 Annapurna (8091 m)